# Torrelaguna
Torrelaguna ist eine Kleinstadt und eine Gemeinde (municipio) mit 4.991 Einwohnern (Stand: 2024) in der Autonomen Gemeinschaft Madrid im Zentrum Spaniens. Seit dem Jahr 1974 ist das historische Stadtzentrum als Nationales Kulturgut (Bien de Interés Cultural) in der Kategorie Conjunto histórico-artístico anerkannt.

## Lage und Klima
Die Kleinstadt Torrelaguna liegt etwa 62 km (Fahrtstrecke) nördlich der Stadt Madrid und nur 5 km östlich der europäischen Nord-Süd-Autobahn E 5 (in Spanien A-1) in einer Höhe von ca. 740 m. Das Klima ist im Winter rau, im Sommer dagegen gemäßigt bis warm; Regen (ca. 440 mm/Jahr) fällt übers Jahr verteilt.

## Bevölkerungsentwicklung
| Jahr      | 1857  | 1900  | 1950  | 2000  | 2017  |
| Einwohner | 2.551 | 2.380 | 2.182 | 2.768 | 4.712 |

Der Bevölkerungsschub zu Beginn des 21. Jahrhunderts ist auf den Neubau von Wohnsiedlungen zurückzuführen.

## Wirtschaft und Infrastruktur
Die Gemeinde war jahrhundertelang landwirtschaftlich orientiert; im Ort selbst ließen sich Händler, Handwerker und Dienstleister aller Art nieder.

## Geschichte
Auf dem Gemeindegebiet wurden keltische oder keltiberische sowie römische Spuren entdeckt. Im 8. Jahrhundert wurde die Region von den arabisch-maurischen Heeren überrannt (al-Andalus). Im Jahr 1085 eroberte der leonesisch-kastilische König Alfons VI. das Gebiet für die Christen zurück (reconquista) und gliederte es dem Erzbistum Toledo an. Im Jahr 1390 erhielt sie vom kastilischen König Johann I. Stadt- und Marktrechte. Als Dank für ihre Nichtbeteiligung am Comuneros-Aufstand der Jahre 1520–22 erhielt sie von Karl I. weitreichende Privilegien, darunter eine Rechtsautonomie (fuero). Karl III. verlieh Torrelaguna im Jahr die vollen Gemeinderechte (municipio); in den Napoleonischen Kriegen (1808–1813) wurde die Kleinstadt schwer in Mitleidenschaft gezogen. In den Jahren 1851–58 wurde in unmittelbarer Nähe der Stadt der Kanal Isabellas II. vorbeigeführt, der lange Zeit die Trinkwasserversorgung Madrids sicherte, aber im Spanischen Bürgerkrieg (1936–1939) teilweise zerstört wurde.

## Sehenswürdigkeiten

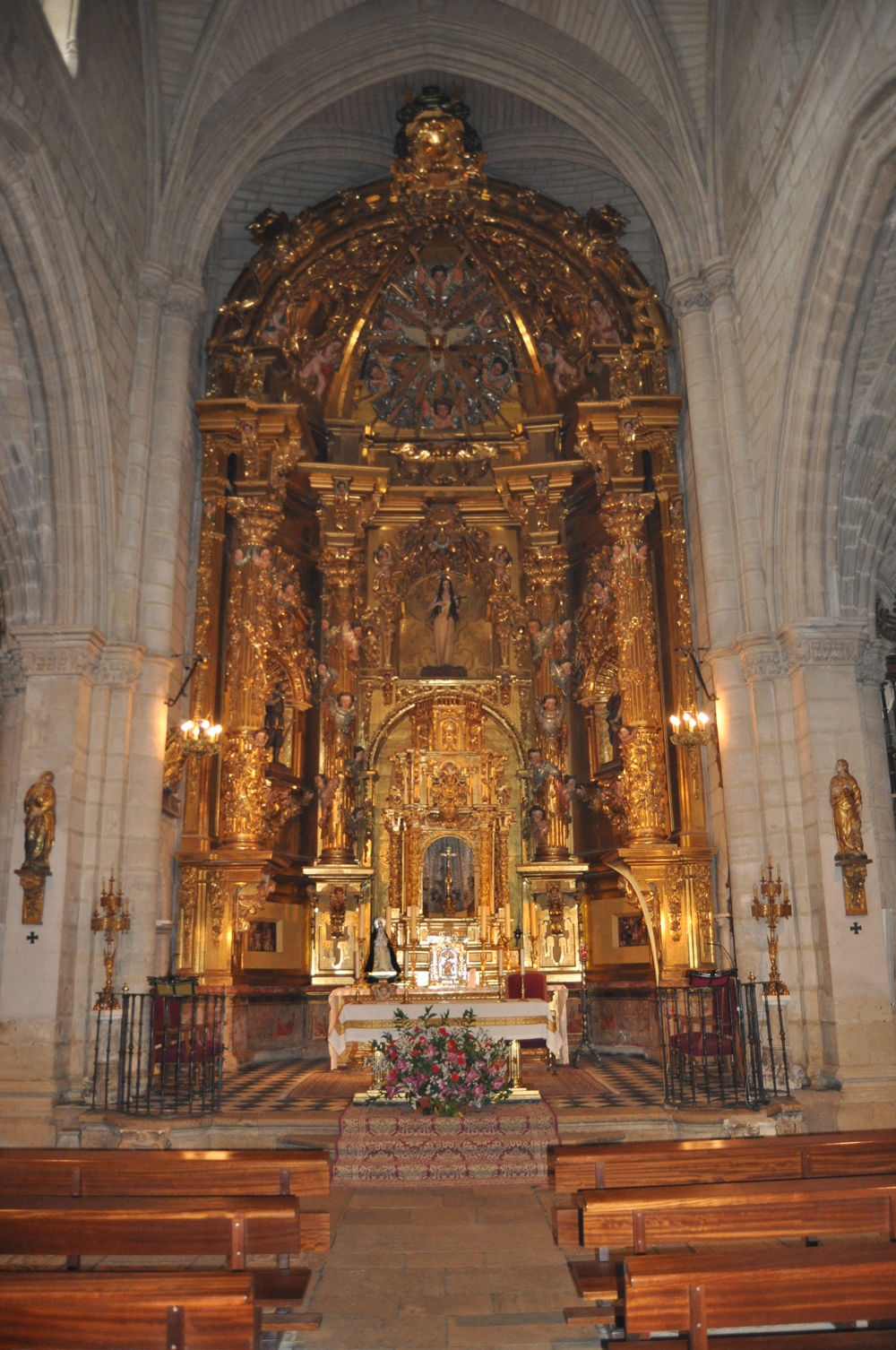
Altarretabel von Santa María Magdalena

- Die Initiative zum spätgotischen Neubau der Iglesia de la Magdalena stammt aus dem frühen 15. Jahrhundert; der Glockenturm und Teile der Westfassade wurden teilweise von dem in Torrelaguna geborenen Kardinal Cisneros finanziert, doch wurde die Kirche erst im 17. Jahrhundert fertiggestellt und geweiht. Es ist eine dreischiffige Kirche mit Rippengewölbe; Hauptattraktion im Inneren ist der ca. 14 m hohe barocke Hauptaltar von Narciso Tomé (um 1730).[6][7]
- Der Konvent der unbeschuhten Franziskanerinnen (Franciscanas Descalzas) wurde im 16. Jahrhundert begonnen. Während des spanischen Bürgerkriegs zerstört, wurde er ab dem Jahr 1960 in veränderter Form wiederaufgebaut.[8]
- Die Ermita de Nuestra Señora de la Soledad ist ein Bau des 14. Jahrhunderts, der jedoch später wiederholte Male verändert wurde.[9]
- Das Gebäude des Alfolí de la Sal oder Alhóndiga war ein ehemaliger Speicher für Salz, welches auch für das Vieh benötigt wurde, und andere Güter.[10]
- Der Palacio de Salinas ist ein Renaissancepalast, dessen Fassade dem Bildhauer und Architekten Gil de Hontañón zugeschrieben wird.[11]
- Der Bau des ehemaligen Getreidespeichers (pósito) und heutigen Rathauses (casa consistorial) mit seiner doppelstöckigen Loggia fällt noch in die Zeit des Kardinals Cisneros (1514/5).[12]

Umgebung
- Der noch aus maurischer Zeit stammende Wachturm (atalaya) von Arrebatacapas steht etwa 3 km nordwestlich der Stadt (40° 50′ 24″ N, 3° 34′ 12″ W).

## Persönlichkeiten
- Isidor von Madrid (um 1070–1130), Heiliger, und seine Frau María de la Cabeza, Heilige, lernten sich in Torrelaguna kennen.
- Juan de Mena (1411–1456), Dichter, starb in Torrelaguna.
- Francisco Jiménez de Cisneros (1436–1517), Erzbischof von Toledo und Großinquisitor, wurde in Torrelaguna geboren.
- Melchor Liñán y Cisneros (1629–1708), Bischof und Vizekönig von Peru, wurde in Torrelaguna geboren.
- Paulino Uzcudun (1899–1985), Schwergewichtsboxer, lebte bis zu seinem Tod in Torrelaguna.